# Arabidopsis thaliana
L'arabidopsis (Arabidopsis thaliana), és una planta amb flors de mida petita de la família de les brassicàcies, la mateixa família botànica que la col i la mostassa.
També s'ha recollit la variant lingüística arabidopsi.

## Descripció
És una planta herbàcia anual i rarament biennal que fa fins a 20–25 cm d'alt. Les fulles formen una roseta a la base de la planta i també té unes poques fulles en la tija florífera. Les fulles basals són verdes i lleugerament porpres, de 1,5–5 cm de llarg i 2–10 mm d'ample, amb el marge d'enter a serrat; les fulles de la tija són més petites, sense pecíol (sèssils), normalment amb el marge net. Les fulles són cobertes per pèls petits unicel·lulars (anomenats tricomes). Les flors fan 3 mm de diàmetre, disposades en inflorescències simples (corimbe); la seva estructura és la típica de les brassicàcies. El fruit n'és una síliqua de 5–20 mm de llarg que té 20–30 llavors. Les arrels són d'estructura simple, amb una única arrel primària que creix verticalment cap avall; més tard produeix arrels laterals més petites. Aquestes arrels formen interaccions amb bacteris de la rizosfera com Bacillus megaterium.
Aquesta planta pot completar tot el seu cicle vital en unes sis setmanes. La tija central florífera creix en unes tres setmanes des de la germinació, i les flors de manera natural s'autopol·linitzen. En el laboratori, Arabidopsis pot créixer dins plaques o tests sota llum fluorescent o en hivernacle.

## Distribució
És nadiua d'Europa, Àsia, i nord-oest d'Àfrica. És una planta anual de primavera amb un cicle vital relativament curt.
Estudis genètics, publicats l'any 2011, mostren que Arabidopsis thaliana presenta la major diversitat genètica a la península Ibèrica, on existeix des de fa molts anys, i la menor a Àsia central, on és present només des de la fi de la darrera glaciació.

## Importància científica
És un dels organismes model per a l'estudi de les ciències relacionades amb les plantes, incloent-hi la genètica, el desenvolupament i el fototropisme. Té un paper tan important en les ciències agràries com el tenen el ratolí i la mosca del vinagre en la biologia humana.
El seu genoma és bastant curt, només 157 Mbp (parell de megabases), i durant molt de temps es va pensar que era el més curt d'entre totes les plantes amb flors, però actualment se sap que els genomes més curts pertanyen a unes plantes carnívores del gènere Genlisea, ordre Lamiales, amb Genlisea margaretae, amb un genoma de mida 63,4 Mbp; Arabidopsis va ser el primer genoma de planta seqüenciat.